# 国道425号

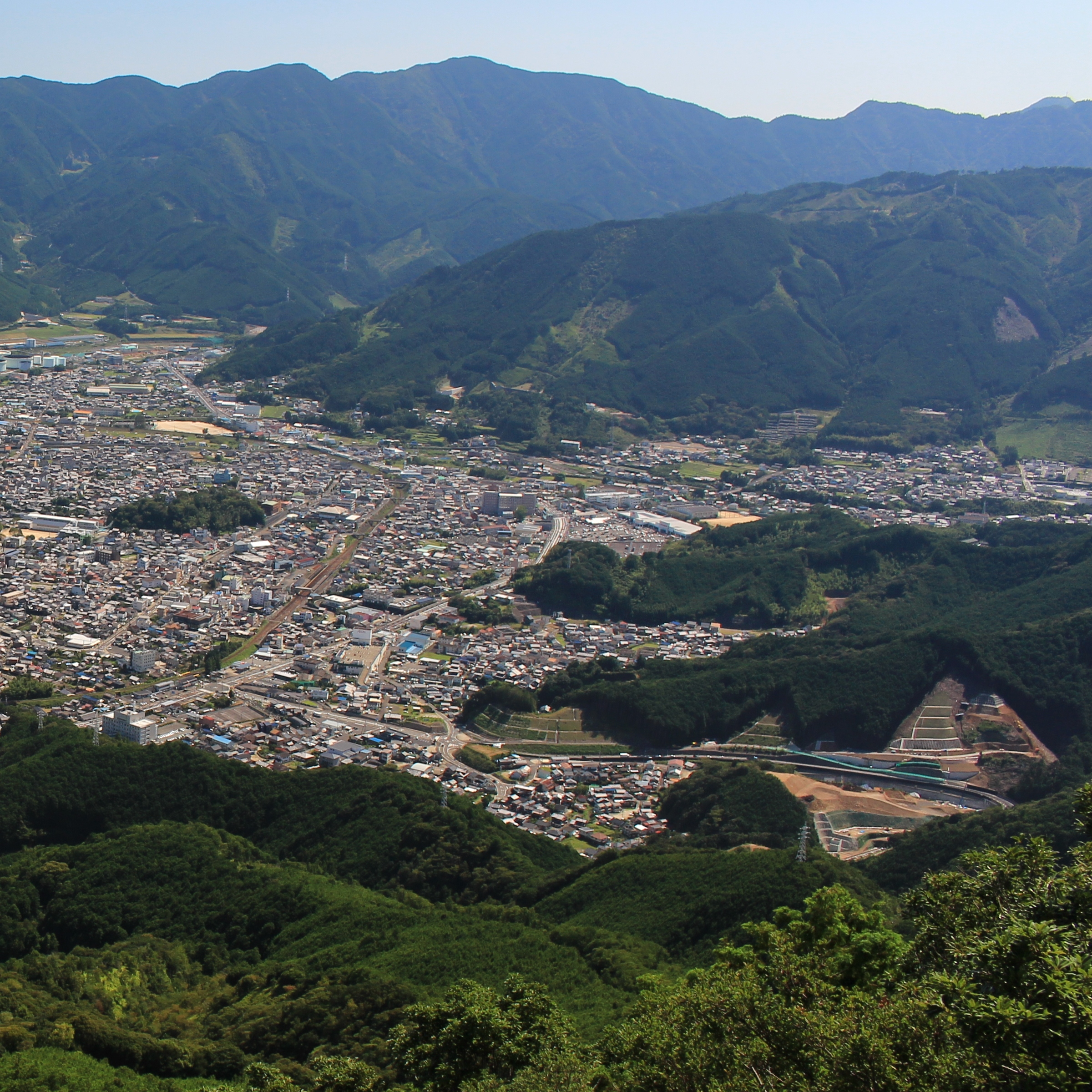
起点となる国道42号との坂場交差点（三重県尾鷲市）、すぐ西側で紀勢自動車道尾鷲北ICに接続する

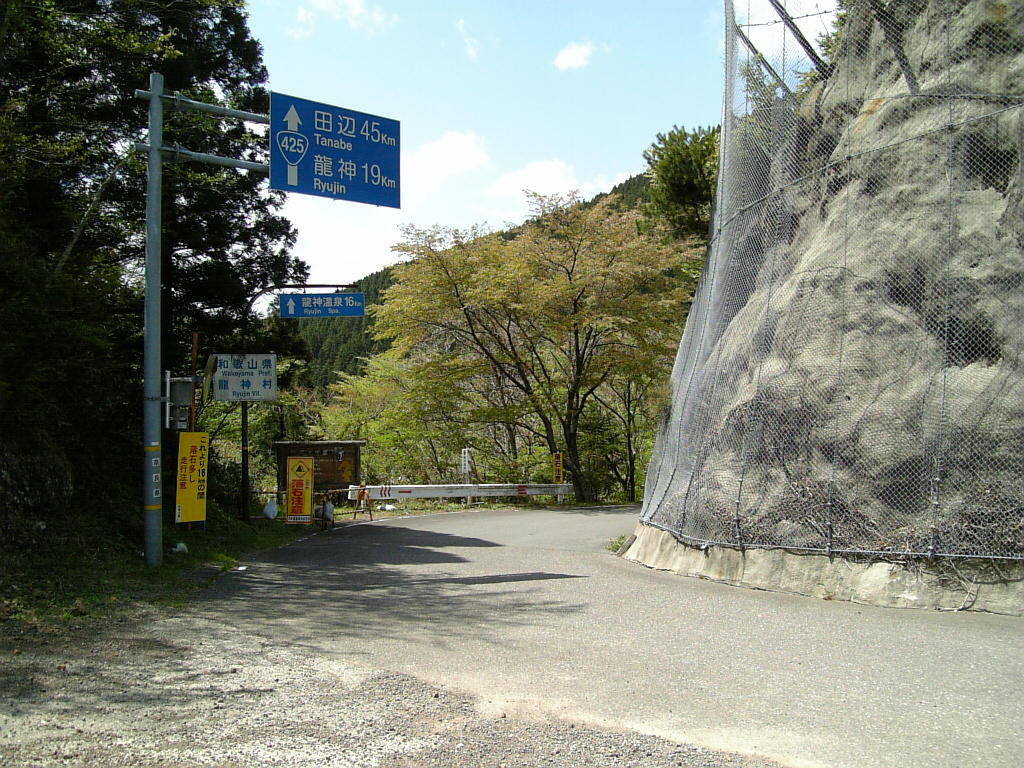
牛廻越

国道425号（こくどう425ごう）は、三重県尾鷲市から奈良県吉野郡十津川村を経由し、和歌山県御坊市に至る一般国道である。

## 概要
紀伊半島の海岸沿いに走る国道42号に対し、紀伊半島の和歌山県側の御坊市と、三重県側の尾鷲市を東西にショートカットして紀伊山地を山越えする道路である。路線の途中は、奈良県吉野地方南部の十津川村、下北山村、上北山村を横断し、吉野を南北に縦貫する国道168号、国道169号と交差する。御坊市 - 田辺市を除いて道路改良がほとんど進んでいない国道として知られており、俗に言う「酷道」のひとつにあげられている。急峻な地形から集中豪雨などによる災害で不通となる区間も多く、2020年代においても全区間を通して走ることができる時期は限られる。

### 路線データ
一般国道の路線を指定する政令に基づく起終点および重要な経過地は次のとおり。
- 起点：尾鷲市（坂場交差点 = 国道42号交点）
- 終点：御坊市（塩屋交差点 = 国道42号交点）
- 重要な経過地：奈良県吉野郡下北山村、同郡十津川村、和歌山県日高郡龍神村[注釈 2]
- 総延長 : 186.7 km（三重県 18.9 km、奈良県 96.5 km、和歌山県 71.3 km）重用延長を含む[5][注釈 3]
- 重用延長 : 16.6 km（三重県 - km、奈良県 1.9 km、和歌山県 14.7 km）[5][注釈 3]
- 未供用延長 : なし[5][注釈 3]
- 実延長 : 170.0 km（三重県 18.9 km、奈良県 94.6 km、和歌山県 56.6 km）[5][注釈 3]
  - 現道 : 166.3 km（三重県 18.9 km、奈良県 94.6 km、和歌山県 52.9 km）[5][注釈 3]
  - 旧道 : 1.0 km（三重県 - km、奈良県 - km、和歌山県 1.0 km）[5][注釈 3]
  - 新道 : 2.8 km（三重県 - km、奈良県 - km、和歌山県 2.8 km）[5][注釈 3]
- 指定区間：なし[6]

## 歴史
- 1982年（昭和57年）4月1日 - 一般国道425号（尾鷲市 - 御坊市）として指定施行[7]。当初指定された奈良県吉野郡十津川村から現在の田辺市龍神村地区までの経路は、国道168号、国道311号、国道371号と重複して和歌山県東牟婁郡本宮町[注釈 2]および同県西牟婁郡中辺路町[注釈 2]（いずれも当時）を経由するものであった[7]。
- 1993年（平成5年）4月1日 - 奈良県吉野郡十津川村から和歌山県日高郡龍神村[注釈 2]の経路として和歌山県道9号・奈良県道32号田辺十津川線[8]の一部を編入し、牛廻越経由となる[9]。

### 県道時代の路線
- 尾鷲市 - 下北山村池原ダム
  - 三重県道37号・奈良県道29号尾鷲上池原線（主要地方道[10]。1972年（昭和47年）3月18日 - 1982年（昭和57年）3月31日）
- 下北山村池原 - 十津川村小原滝
  - 奈良県道33号吉野熊野国立公園折立線（主要地方道。1977年（昭和52年）3月28日 - 1982年（昭和57年）3月31日）
- 十津川村十津川温泉 - 旧龍神村古宮
  - 和歌山県道9号・奈良県道32号田辺十津川線（主要地方道。1977年（昭和52年）3月28日 - 1994年（平成6年）3月31日）
- 旧龍神村西 - 御坊市
  - 主要地方道26号御坊龍神線（1977年（昭和52年）4月1日 - 1982年（昭和57年）3月31日）

## 路線状況

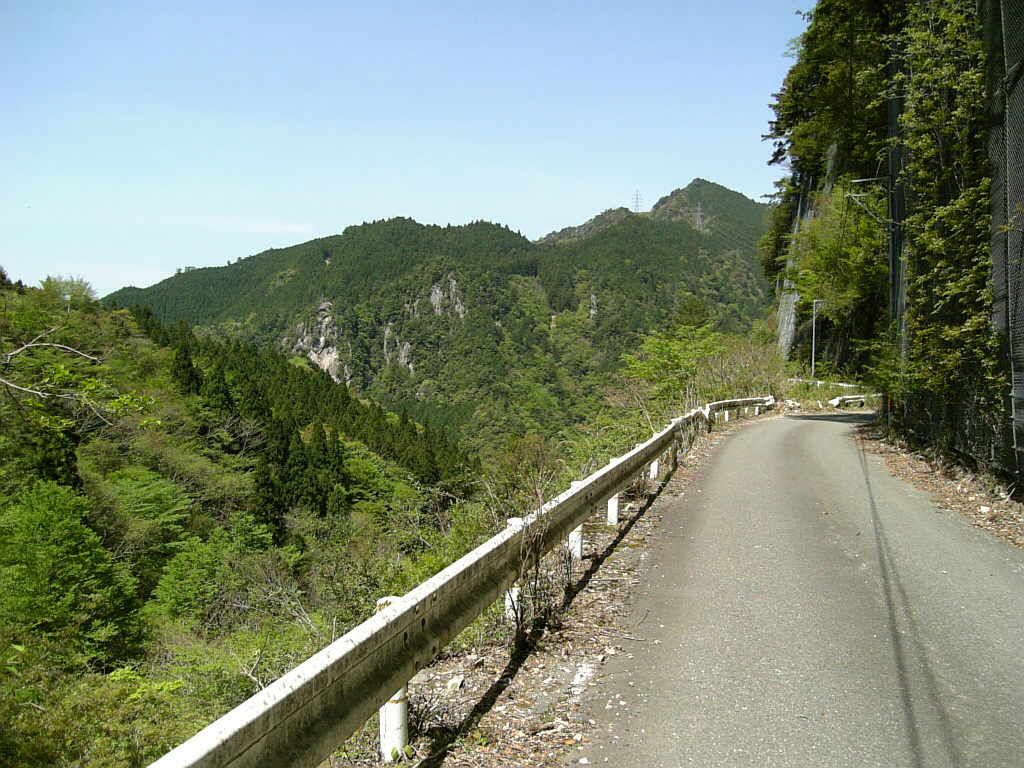
十津川村上葛川地区：このような風景と狭路が全区間の大半にわたって続く。

御坊市および印南町内の一部区間を除き、全線に渡り離合困難な場所が多く、かつガードレールが設置されていない箇所も多い上に、悪路で落石や路肩崩落の災害も多い。特に奈良・和歌山県境の牛廻越を含む区間は、国道昇格以前は林道であったことから1車線の狭隘道路が延々と続き、山間部の集落内でも酷道と呼ぶにふさわしい様相である。
交差する抜け道が少ないうえ、すれ違い不能な区間があったり、沿線に店舗やガソリンスタンドが見当たらない状況から、運転に十分に慣れていない者は「安易に通行しないほうがいい」と論評されるほどである。
路線のほとんどは2車線に満たない林道のような狭隘路が続くが、尾鷲北IC入口付近と、沿線の下北山役場周辺、和歌山県の印南町から御坊市にかけて2車線道路がある。奈良県十津川村から田辺市にかけて山間部の集落を結ぶ区間は、道路幅は1 - 1.5車線の狭隘路が続いており、路面には落石・落木が散乱している場合もあり、災害防止対策のための落石防止ネットが山側の断崖に張られている。また、路肩も弱い状態であることから過去に路肩崩落が起こった場所の痕跡も見られる。
特に、十津川・龍神間の牛廻越を前後する道路は、国道425号最大の難所ともいわれる山道で、谷側にはガードレール未設置のところがほとんどで、道幅1車線の道路は退避場も少なく、道端に「転落死亡事故多し」と掲げられた警告看板が多数設置されている。和歌山県内の区間は、福井バイパスや切目川バイパスなどのバイパス道路などを中心に改良済の2車線道路が続くが、印南町上洞地区より山側の区間に大型車通行不能な1車線の狭隘路がある。
全線にわたり、土砂災害やその復旧のための通行規制で、通行止めが行われることがあるため、通行前に道路規制情報を確認すべき状況である。

### 別名
- 龍神街道

### 道路改良
- 尾鷲北インター線
尾鷲北（おわせきた）インター線は、起点から尾鷲市坂場西町にかけて建設された延長392.4 mの道路である[20][21]。起点から紀勢自動車道尾鷲北ICまでは尾鷲都市計画道路3・4・5尾鷲北インター線に位置づけられており[22]、同ICへのアクセス道路として2006年（平成18年）度に事業着手した[23]。その後は現道の拡幅を経て2011年（平成23年）11月11日に倉ノ谷交差点に通ずる終点側の供用を開始[24][25]し、尾鷲北ICの供用開始に先立って2012年（平成24年）1月27日に完成供用した[26][27]。かつて旧道は最小幅員3.8 mの狭小な道路であり[20]、起点から終点方向への一方通行区間となっていた[28]が、南側を迂回する新道を建設することで当該区間を解消した[29]。
- 寺垣内道路
奈良県吉野郡下北山村大字寺垣内にあるバイパス道路で、渓谷沿いの隘路を寺垣内トンネルによって短絡・拡幅するもの[30]。2000年11月開通[31]。
- 蕨尾バイパス
奈良県吉野郡十津川村にあるバイパス道路[30]。1998年7月開通[32]。
- 広井原（ひろいはら）バイパス
和歌山県田辺市龍神村廣井原にある全長2.3 kmの道路。幅員7.0 m（両側2車線）。1988年7月に広井原トンネルが完成し、同年供用を開始した[33]。なお、同区間は国道371号との重複区間となっている。旧道は狭隘路であった。
- 宮代（みやしろ）バイパス
和歌山県田辺市龍神村宮代にある全長1.5 kmの道路。幅員7.0 m（両側2車線）。1987年6月に宮代トンネルが完成し、同年に広井原バイパスとともに供用を開始した[33]。なお、同区間は国道371号との重複区間となっている。旧道は狭隘路であった。
- 福井バイパス[34]
和歌山県田辺市龍神村柳瀬と同村福井を結ぶ全長2.4 kmの道路。幅員9.75 m（トンネル・橋梁部は9.0 m）で往復2車線。2010年8月28日に全区間供用開始[35]。なお、本バイパスは全区間にわたり県道29号田辺龍神線との重複区間、甲斐ノ川地区側の0.3 kmが国道424号との重複区間になっている。
- 甲斐ノ川（かいのがわ）バイパス
和歌山県田辺市龍神村福井と同村甲斐ノ川を結ぶ全長2.0 kmの道路。1997年に供用を開始した。なお、同区間は国道424号・県道29号田辺龍神線との重複区間となっている。
- 川又工区
和歌山県印南町川又と同町上洞を結ぶ全長2.8 kmの改良事業。2012年（平成24年）度に事業着手し、2021年（令和3年）3月7日に全線開通した[36]。
- 切目川バイパス
切目川ダム建設に伴い和歌山県印南町上洞と同町田ノ垣内間の道路を付け替えるとともに拡幅する事業で、全長3.62 km、幅員7 m（トンネル部は6.5 m）。2010年8月22日に一部区間が供用開始された[37]。
- 大峠拡幅
和歌山県印南町印南原の大峠トンネルとその前後の区間が狭隘なため、特殊改良事業としてバイパス（幅員9.8 m、全長740 m）を整備したもの。2008年3月19日に新大峠トンネル（L=231 m）を含む全線の供用を開始した[38]。
- 王子川谷拡幅（おうじがわたにかくふく）
御坊市塩屋町北塩屋（旧道分岐点） - 印南町印南原（稲原トンネル東側の県道28号交点）間の全長6.8 kmの道路拡幅事業。幅員7.0 - 9.75 m（往復2車線）。最後まで未改良だった阪和道西側 - 第二工業団地南交差点付近の区間が2010年6月30日に開通し、全線の供用を開始した[39]。

### 重複区間
- 国道169号・国道309号（奈良県吉野郡下北山村・池原ダム） - 吉野郡下北山村池原）
- 国道168号（奈良県吉野郡十津川村小原 - 吉野郡十津川村・十津川温泉）
- 国道371号（和歌山県田辺市龍神村古宮 - 田辺市龍神村西）
- 国道424号（和歌山県田辺市龍神村福井 - 田辺市龍神村小家）

### 道路施設

#### 橋梁
起点から
- 不動橋（坂本貯水池、奈良県吉野郡上北山村）
- 出合橋（坂本貯水池、吉野郡上北山村）
- 備後橋（池原貯水池、吉野郡下北山村）：池原ダムがつくる池原貯水池（備後川）に架かる赤い吊橋[40]。

#### トンネル
起点から
- 坂場トンネル（三重県尾鷲市）
- 坂下トンネル（尾鷲市）：自動車のすれ違いが出来ないほど幅員が狭く、通行車両の高さ制限規制がある[40]。
- 長尾トンネル（尾鷲市）
- 八幡トンネル（尾鷲市）
- 瀧トンネル（吉野郡上北山村）
- 高倉第一トンネル（吉野郡上北山村、「高」の字はいわゆる「はしご高」）
- 高倉第二トンネル（吉野郡上北山村、「高」の字はいわゆる「はしご高」）
- 坂本トンネル（吉野郡上北山村）
- 清水トンネル（吉野郡下北山村）
- トボトトンネル（吉野郡下北山村）
- 寺垣内トンネル（寺垣内道路、吉野郡下北山村）
- カナウナギトンネル（吉野郡下北山村）
- 白谷トンネル（奈良県吉野郡下北山村 - 同郡十津川村）：国道425号ではよく見られる幅1.5車線のトンネル[15]。
- 芦廼瀬トンネル（吉野郡十津川村）
- 今戸トンネル（国道168号（地域高規格道路五條新宮道路）重複区間、吉野郡十津川村）
- 十津川温泉北トンネル（国道168号（地域高規格道路五條新宮道路）重複区間、吉野郡十津川村）
- 新西川トンネル（吉野郡十津川村）
- 小山手トンネル（吉野郡十津川村）
- 小又川トンネル（和歌山県田辺市）
- 湯ノ又トンネル（田辺市）
- 広井原トンネル（広井原バイパス、田辺市）
- 宮代トンネル（宮代バイパス、田辺市）
- 六地蔵トンネル（田辺市）
- 上福井トンネル（福井バイパス、田辺市）
- 下福井トンネル（福井バイパス、田辺市）
- 甲斐ノ川トンネル（甲斐ノ川バイパス、田辺市）
- 唐尾トンネル（田辺市 - 日高郡印南町）
- 川又トンネル（日高郡印南町）
- 川又第二トンネル（川又工区、日高郡印南町）
- 川又第一トンネル（川又工区、日高郡印南町）
- 真妻トンネル（切目川バイパス、日高郡印南町）
- 高串トンネル（切目川バイパス、日高郡印南町）
- 宝ノ木トンネル（日高郡印南町）
- 新大峠トンネル（日高郡印南町）
- 稲原トンネル（日高郡印南町）

#### 道の駅
- 道の駅きなりの郷 下北山 (吉野郡下北山村) 
登録路線は国道169号(道の駅としては建設中)

## 地理

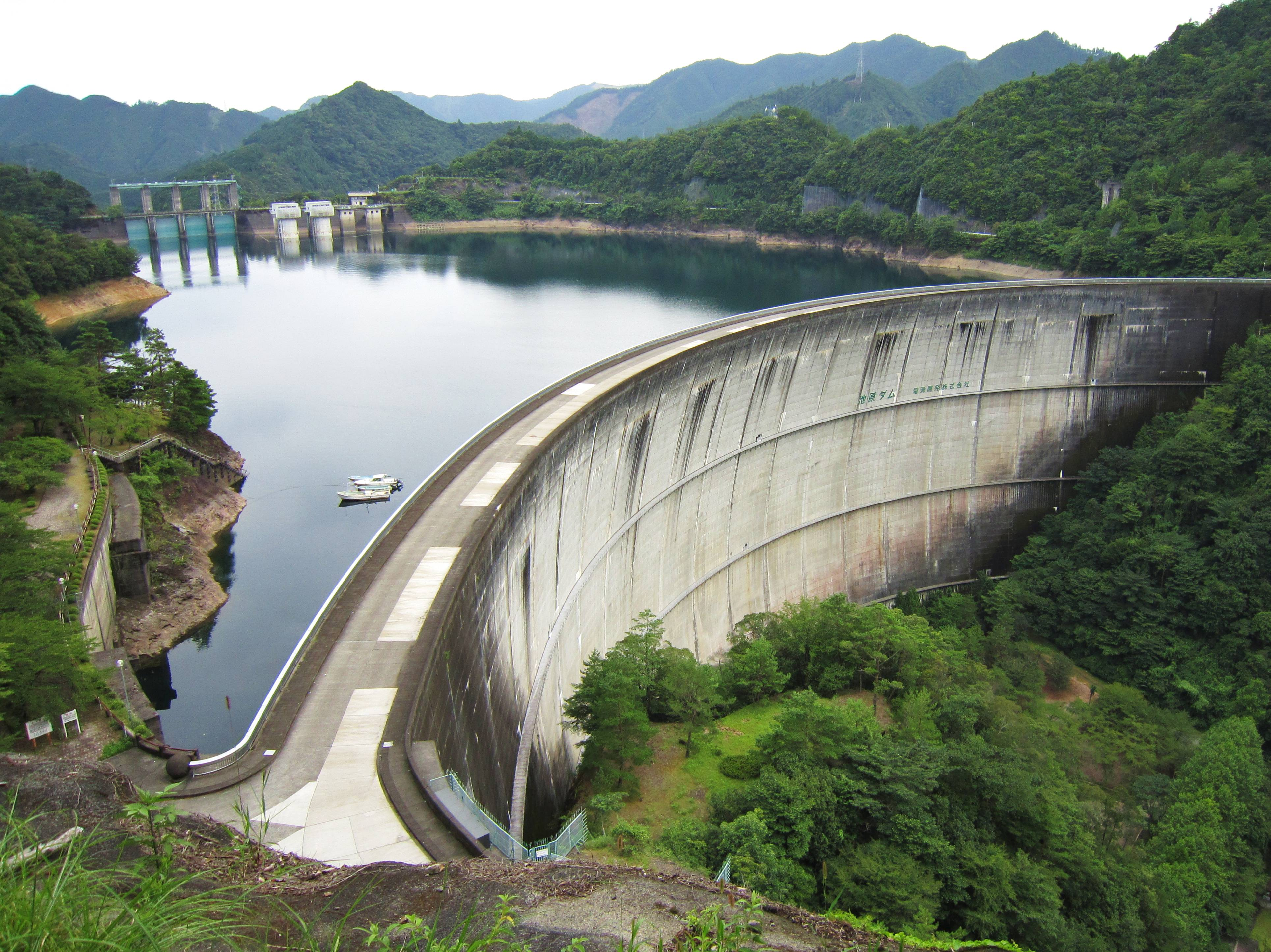
池原ダム。ダム本体の最上部の道路は、国道425号に指定されている。

国道425号は、ほぼ全線に渡り紀伊山地の険しい山肌にへばりつくように道が続いている。起点の三重県尾鷲市から終点の和歌山県御坊市の間に大きな市街地はなく、途中で通過する奈良県下北山村と十津川村の集落部以外のところは、「本州最後の秘境」とよばれるような辺境地を走る。
起点がある三重県尾鷲市中心街（国道42号分岐）から勾配が大きい坂道で高度を上げ、クチスボダムがある又口川や、熊野川水系の古川が造る渓谷崖に沿って道路が走る。
奈良県に入ると、古川にある坂本ダムや池原ダムがつくるダム湖（池原貯水池）の沿岸に沿って、山肌を張り付くように道路が走る。池原貯水池に架かる備後橋のたもとで林道備後川線が分岐し、さらに進むと池原ダム本体の上を国道は走り、その数百m先で国道169号と合流する。国道169号から分岐する上池原交差点から明神池までの区間は大きな高低差があり、大きなヘアピンカーブがあるつづら折れで高度を稼いでおり、さらにその先の下北山村から十津川村の村境にある白谷トンネルを前後して、集落がない谷筋の断崖路が続く。十津川村では、まばらにある小規模集落を結ぶ生活道路になっており、和歌山県境に近い迫西川集落は小学校もあったことから集落周辺の通学路にもなっていた。
奈良・和歌山県境の牛廻越とよばれる峠を越えると、和歌山県側は日高川水系の小又川の谷筋に沿って、ほとんど集落が無い山間部の道が10 km以上続く。和歌山県印南町は切目川の谷沿いの道で、深山峠と大峠を越えて終点のある御坊市の中心市街地（国道42号交点）へと通じる。

### 通過する自治体
- 三重県
  - 尾鷲市
- 奈良県
  - 吉野郡上北山村 - 吉野郡下北山村 - 吉野郡十津川村
- 和歌山県
  - 田辺市 - 日高郡印南町 - 御坊市

### 交差する道路
| 交差する道路               | 都道府県名 | 市町村名 | 市町村名 | 交差する場所     | 備考                                         |
| -------------------------- | ---------- | -------- | -------- | ---------------- | -------------------------------------------- |
| 国道42号                   | 三重県     | 尾鷲市   | 尾鷲市   | 坂場             |                                              |
| 紀勢自動車道尾鷲北IC       | 三重県     | 尾鷲市   | 尾鷲市   | 坂場西           |                                              |
| 国道169号                  | 奈良県     | 吉野郡   | 下北山村 | 池原             | ※ここから下北山村上池原まで国道169号と重複   |
| 国道169号                  | 奈良県     | 吉野郡   | 下北山村 | 上池原           |                                              |
| 国道168号                  | 奈良県     | 吉野郡   | 十津川村 | 滝               | ※ここから十津川村ワラビ尾まで国道168号と重複 |
| 国道168号                  | 奈良県     | 吉野郡   | 十津川村 | ワラビ尾         |                                              |
| 国道371号                  | 和歌山県   | 田辺市   | 田辺市   | （龍神村湯ノ又） | ※ここから田辺市龍神村西まで国道371号と重複   |
| 国道371号                  | 和歌山県   | 田辺市   | 田辺市   | （龍神村西）     |                                              |
| 和歌山県道29号田辺龍神線   | 和歌山県   | 田辺市   | 田辺市   | （龍神村柳瀬）   |                                              |
| 国道424号                  | 和歌山県   | 田辺市   | 田辺市   | （龍神村福井）   | ※ここから龍神村小家まで国道424号と重複       |
| 国道424号                  | 和歌山県   | 田辺市   | 田辺市   | （龍神村小家）   |                                              |
| 和歌山県道27号日高印南線   | 和歌山県   | 日高郡   | 印南町   | （美里）         |                                              |
| 和歌山県道30号田辺印南線   | 和歌山県   | 日高郡   | 印南町   | （古井）         |                                              |
| 和歌山県道28号印南原印南線 | 和歌山県   | 日高郡   | 印南町   | （印南原）       |                                              |
| 和歌山県道28号印南原印南線 | 和歌山県   | 日高郡   | 印南町   | 稲原             |                                              |
| 国道42号                   | 和歌山県   | 御坊市   | 御坊市   | 塩屋             |                                              |

※ 交差する場所の括弧書きは地名、それ以外は交差点名で表示